# Miss Sudafrica
Miss Sudafrica (Mejuffrou Suid-Afrika) è un concorso di bellezza femminile che si tiene annualmente dal 1956. La vincitrice rappresenta il Sudafrica presso i concorsi internazionali Miss Universo e Miss Mondo.
Le Miss Sud Africa (o in alcuni casi le finaliste) hanno sempre preso parte al concorso Miss Mondo, e la prima Miss Sudafrica ad aver partecipato a Miss Universo è stata Kerishnie Naicker nel 1998. Prima del 1998, le rappresentanti sudafricane per Miss Universo venivano selezionate attraverso concorsi minori.
Miss Terra Sud Africa è un concorso parallelo attraverso il quale vengono selezionate le delegate sudafricane per Miss Terra.

## Albo d'oro

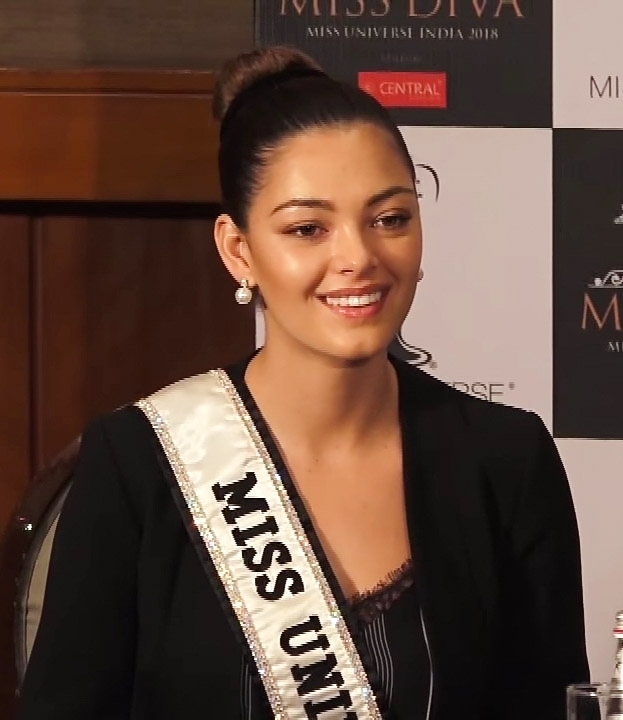
Demi Leigh-Nel Peters, Miss Sudafrica 2017.

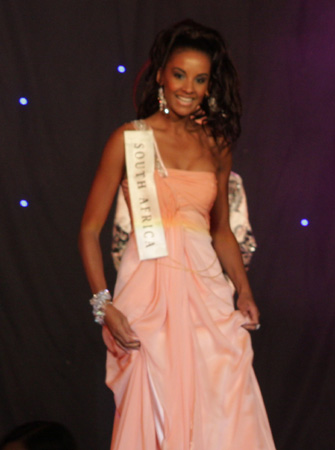
Tansey Cetzee, Miss Sudafrica 2008.

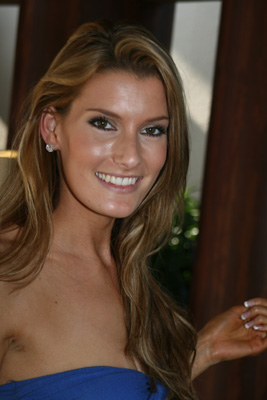
Megan Coleman, Miss Sudafrica 2006.

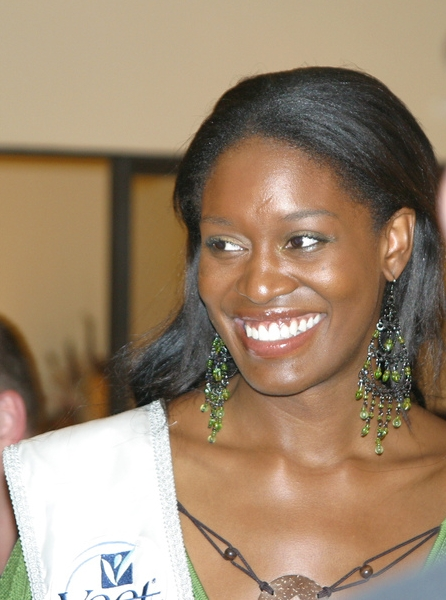
Nokuthula "Thuli" Sithole, Miss Sudafrica 2005.

| Anno | Miss Sudafrica            | Seconda classificata         | Terza classificata           |
| ---- | ------------------------- | ---------------------------- | ---------------------------- |
| 1956 | Norma Vorster             | Gloria Keeley                | Virginia Burman              |
| 1957 | Adele Kruger              | Jessie Waring                | Denise Nichols               |
| 1958 | Penelope Anne Coelen      | Rosemary Whitlock            | Debbie du Toit               |
| 1959 | Moya Meaker               | Sophie Pieters               | Kitty Green                  |
| 1960 | Denise Muir               | Dorothy Farquhar             | Stella Pithey                |
| 1961 | Yvonne Hulley             | Marlene Boyes                | Rita Rheeder                 |
| 1962 | Yvonne Ficker             | Ellen Liebenberg             | Madeleine Usher              |
| 1963 | Louise Crous              | Jennifer Slater              | Maureen van Niekerk          |
| 1964 | Vedra Karamitas           | Lorraine Mason               | Virginia Scott-King          |
| 1965 | Carol Davis               | Diane Webster                | Ann Barber                   |
| 1966 | Johanna Carter            | Dawn Duff-Gray               | Margo Galbraith              |
| 1967 | Disa Duivenstein          | Mary McDonald                | Tiny de Lange                |
| 1968 | Mitzianna Stander         | Linda Collett                | Patsy Goswell                |
| 1969 | Linda Collett             | Diana Newman                 | Jackie Sayer                 |
| 1970 | Jillian Jessup            | Wendith Brink                | Dorothea Scott               |
| 1971 | Monica Fairall            | Merle Worsley                | Maria Claassen               |
| 1972 | Stephanie Reinecke        | Robin-Gail Hargreaves        | Carolien van Niekerk         |
| 1973 | Shelley Latham            | Janet Sanderson              | Theresa Rood                 |
| 1974 | Anneline Kriel            | Ruanne Louw                  | Anita Michas                 |
| 1975 | Vera Johns                | Crystal Cooper               | Rhoda Rademeyer              |
| 1976 | Lynn Massyn               | Louise Withfield             | Jan Kiggan                   |
| 1977 | Vanessa Wannenburg        | Elizabeth Bunting            | Marilyn Albutt               |
| 1978 | Yolanda Kloppers          | Monique Hare                 | Dawn Chapman                 |
| 1979 | Karen Sickel              | Gail Rocher                  | Wendy Ross                   |
| 1980 | Sandra McCrystal          | Kim Aston                    | Fiona White                  |
| 1981 | Linda Phillips            | Elmarie van Aswegen          | Susan Schuttler              |
| 1982 | Sandra de Meyer           | Jennifer Smith               | Kathy Goodwin                |
| 1984 | Lorna Potgieter           | Colleen Redman               | Patience Craig               |
| 1985 | Andrea Stelzer            | Sandy McCormack              | Lorna-Anne Findlay           |
| 1986 | Sandy McCormack           | Nancy Riach                  | Marie-Louise le Roux         |
| 1987 | Wilma van der Bijl        | Robyn Poole                  | Janine Botbyl                |
| 1988 | Janine Botbyl             | Roberta Alessandri           | Mache Booysen                |
| 1989 | Michelle Bruce            | Helen Lewis                  | Deborah Good                 |
| 1990 | Suzette van der Merwe     | Olivia Scrooby               | Cheryl Coombe-Davis          |
| 1991 | Diana Tilden-Davis        | Amy Kleinhans                | Sasha-Lee Walton             |
| 1992 | Amy Kleinhans             | Augustine Masilela           | Lisa King                    |
| 1993 | Palesa Jacqui Mofokeng    | Corinne Durrheim             | Marelize Steyn               |
| 1994 | Basetsane Makgalemele     | Sonia Kempff                 | Helen Macleod                |
| 1995 | Bernalee Daniell          | Vanashree Moodley            | Natalie Benard               |
| 1996 | Peggy-Sue Khumalo         | Babalwa Mneno                | Adele van Niekerk            |
| 1997 | Kerishnie Naicker         | Jessica Motaung              | Petro van Zyl                |
| 1998 | Sonia Raciti              | Heidi van Zyl                | Keziah Jooste                |
| 1999 | Heather Joy Hamilton      | Nadia Wyngaard               | Pulane Moraladi              |
| 2000 | Jo-Ann Strauss            | Layla Jeevananthum           | Claire Drew                  |
| 2001 | Vanessa Do Ceu Carreira   | Claire Sabbagha              | Bonneventia Pule             |
| 2002 | Cindy Nell                | Tammy-Anne Fortuin           | Bridget Masinga              |
| 2003 | Joan Ramagoshi            | Marissa Eggli                | Siza Majola                  |
| 2004 | Claudia Henkel            | Dhiveja Sundrum              | Sharon Arigye-Mushabe        |
| 2005 | Nokuthula "Thuli" Sithole | Avumile Qongqo               | Matapa Maila                 |
| 2006 | Megan Coleman             | Brigid Osborne               | Tracey-Lee Flanders          |
| 2007 | Tansey Coetzee            | Avumile Qongqo               | Manisha Pillay               |
| 2008 | Tatum Keshwar             | Anja van Zyl                 | Buyi Shongwe                 |
| 2009 | Nicole Flint              | Matapa Maila                 | Lisa van Zyl                 |
| 2010 | Bokang Montjane           | Dhesha Jeram                 | Bianca Coutinho              |
| 2011 | Melinda Bam               | Remona Moodley               | Thuli Sangweni               |
| 2012 | Marilyn Ramos             | Stacey Webb                  | Pearl Nxele                  |
| 2014 | Rolene Strauss            | Ziphozakhe Zokufa            | Matlala Mokoko               |
| 2014 | Ziphozakhe Zokufa         | Matlala Mokoko               | Nessuna sostituzione         |
| 2015 | Liesl Laurie              | Refilwe Mthimunye            | Ntsiki Mkihze                |
| 2016 | Ntandoyenkosi Kunene      | Elizabeth Molapo             | Tayla Skye Robinson          |
| 2017 | Demi-Leigh Nel-Peters     | Adè van Heerden              | Boipelo Mabe                 |
| 2017 | Adè van Heerden           | Boipelo Mabe                 | Nessuna sostituzione         |
| Anno | Miss Sudafrica            | Miss Universo Sudafrica      | Miss Mondo Sudafrica         |
| 2018 | Tamaryn Green             | Tamaryn Green                | Thulisa Keyi                 |
| 2019 | Zozibini Tunzi            | Zozibini Tunzi               | Sasha-Lee Olivier            |
| 2019 | Sasha-Lee Olivier         | Zozibini Tunzi               | Sasha-Lee Olivier            |
| Year | Miss Sudafrica            | Seconda classificata         | Terza classificata           |
| 2020 | Shudufhadzo Musida        | Thato Mosehle                | Natasha Joubert              |
| 2021 | Lalela Mswane             | Moratwe Masima, Zimi Mabunzi | Moratwe Masima, Zimi Mabunzi |

## Rappresentanti nei concorsi internazionali

### Miss Mondo
| Anno  | Rappresentante a Miss Mondo | Piazzamento     |
| ----- | --------------------------- | --------------- |
| 1956  | Norma Vorster               |                 |
| 1957  | Adele Kruger                | 3ª classificata |
| 1958  | Penelope Anne Coelen        | Vincitrice      |
| 1959  | Moya Meaker                 | Top 11          |
| 1960  | Denise Muir                 | 3ª classificata |
| 1961  | Yvonne Hulley               | Top 15          |
| 1962  | Yvonne Ficker               | 4ª classificata |
| 1963  | Louise Crous                |                 |
| 1964  | Vedra Karamitas             |                 |
| 1965  | Carrol Davis                |                 |
| 1966  | Johanna Maud Carter         | Top 15          |
| 1967  | Disa Duivestein             | Top 15          |
| 1968  | Mitzianna Stander           |                 |
| 1969  | Linda Collett               | Top 7           |
| 1970^ | Jillian Jessup (bianca)     | 5ª classificata |
| 1970^ | Pearl Jansen (nera)         | 2ª classificata |
| 1971^ | Monica Fairall (bianca)     | Top 15          |
| 1971^ | Gaily Ryan (nera)           |                 |
| 1972^ | Stephanie Reinecke (bianca) | Top 15          |
| 1972^ | Cynthia Shange (nera)       |                 |
| 1973^ | Shelley Latham (bianca)     | 5ª classificata |
| 1973^ | Ellen Peters (nera)         | Top 15          |
| 1974^ | Anneline Kriel (bianca)     | Vincitrice      |
| 1974^ | Evelyn Williams (nera)      | Top 15          |
| 1975^ | Rhoda Rademeyer (bianca)    | Top 15          |
| 1975^ | Lydia Johnstone (nera)      |                 |
| 1976^ | Lynn Massyn (bianca)        |                 |
| 1976^ | Veronica Mutsepe (nera)     |                 |
| 1977  | Vanessa Wannenburg          |                 |
| 1991  | Diana Tilden-Davis          | 3ª classificata |
| 1992  | Amy Kleinhans               | Top 5           |
| 1993  | Palesa Mofokeng             | 2ª classificata |
| 1994  | Basetsane Makgalemele       | 2ª classificata |
| 1995  | Bernelee Daniell            | Top 10          |
| 1996  | Peggy-Sue Khumalo           | Top 10          |
| 1997  | Jessica Motaung             | 3ª classificata |
| 1998  | Kerishnie Naicker           | Top 5           |
| 1999  | Sonia Raciti                | 3ª classificata |
| 2000  | Heather Joy Hamilton        |                 |
| 2001  | Jo-Ann Strauss              | Top 10          |
| 2002  | Claire Sabbagha             |                 |
| 2003  | Cindy Nell                  |                 |
| 2004  | Joan Ramagoshi              |                 |
| 2005  | Dhiveja Sundrum             | Top 15          |
| 2006  | Nokuthula "Thuli" Sithole   |                 |
| 2007  | Megan Coleman               |                 |
| 2008  | Tansey Coetzee              | Top 5           |
| 2009  | Tatum Keshwar               | 3ª classificata |
| 2010  | Nicole Flint                | Top 7           |
| 2011  | Bokang Montjane             |                 |
| 2012  | Melinda Bam                 |                 |
| 2013  | Marilyn Ramos               |                 |
| 2014  | Rolene Strauss              |                 |
| 2015  | Liesl Laurie                |                 |
| 2016  | Ntandoyenkosi Kunene        |                 |
| 2017  | Adè van Heerden             | Top 10          |
| 2018  | Thulisa Keyi                | Top 30          |
| 2019  | Sasha-Lee Olivier           | Top 40          |
| 2021  | Shudufhadzo Musida          | Top 40          |
| 2022  |                             |                 |

^ Dal 1970 al 1976, venivano selezionate due rappresentanti per Miss Mondo, una bianca (Miss Sud Africa) ed una nera (Miss Africa del sud).

### Miss Universo
| Anno | Rappresentante per Miss Universo | Piazzamento     |
| ---- | -------------------------------- | --------------- |
| 1952 | Catherine Higgins                | Top 10          |
| 1953 | Ingrid Mills                     | Top 16          |
| 1960 | Nicolette Caras                  | 4ª classificata |
| 1961 | Marina Christelis                |                 |
| 1962 | Lynette Gamble                   |                 |
| 1963 | Ellen Liebenberg                 | Top 15          |
| 1964 | Gail Robinson                    |                 |
| 1965 | Veronika Prigge                  | Top 15          |
| 1966 | Lynn Carol De Jager              |                 |
| 1967 | Windley Ballenden                |                 |
| 1968 | Monica Fairall                   |                 |
| 1975 | Gail Anthony                     |                 |
| 1976 | Cynthia Classen                  |                 |
| 1977 | Glynis Fester                    |                 |
| 1978 | Margaret Gardiner                | Vincitrice      |
| 1979 | Veronika Wilson                  | Top 12          |
| 1981 | Daniela Di Paolo                 |                 |
| 1982 | Odette Scrooby                   | Top 12          |
| 1983 | Leanne Hosking                   |                 |
| 1984 | Letitia "Tisha" Snyman           | 2ª classificata |
| 1995 | Augustine Masilela               | Top 10          |
| 1996 | Carol Becker                     |                 |
| 1997 | Mbali Gasa                       |                 |
| 1998 | Kerishnie Naicker                | Top 10          |
| 1999 | Sonia Raciti                     | Top 5           |
| 2000 | Heather Joy Hamilton             | Top 10          |
| 2001 | Jo-Ann Strauss                   |                 |
| 2002 | Vanessa Do Ceu Carreira          | 2ª classificata |
| 2003 | Cindy Nell                       | 3ª classificata |
| 2004 | Joan Ramagoshi                   |                 |
| 2005 | Claudia Henkel                   | Top 15          |
| 2006 | Nokuthula "Thuli" Sithole        |                 |
| 2007 | Megan Coleman                    |                 |
| 2008 | Tansey Coetzee                   | Top 15          |
| 2009 | Tatum Keshwar                    | Top 10          |
| 2010 | Nicole Flint                     | Top 10          |
| 2011 | Bokang Montjane                  |                 |
| 2012 | Remona Moodley                   |                 |
| 2013 | Marilyn Ramos                    |                 |
| 2014 | Ziphozakhe Zokufa                |                 |
| 2015 | Refilwe Mthimunye                | Top 15          |
| 2016 | Ntandoyenkosi Kunene             |                 |
| 2017 | Demi-Leigh Nel-Peters            | Vincitrice      |
| 2018 | Tamaryn Green                    | 2ª classificata |
| 2019 | Zozibini Tunzi                   | Vincitrice      |
| 2020 | Natasha Joubert                  |                 |
| 2021 | Lalela Mswane                    | 3ª classificata |
| 2022 | Ndavi Nokeri                     |                 |

### Miss Terra
| Anno | Rappresentante per Miss Terra | Piazzamento |
| ---- | ----------------------------- | ----------- |
| 2001 | Inecke van der Westhuizen     |             |
| 2002 | Nessuna rappresentanza        |             |
| 2003 | Catherine Constantinides      |             |
| 2004 | Sally Lueng                   |             |
| 2005 | Jacqueline Postma             |             |
| 2006 | Nancy dos Reis                |             |
| 2007 | Bokang Montjane               | Top 16      |
| 2008 | Matapa Lydia Maila            |             |
| 2009 | Chanel Grantham               | Top 16      |
| 2010 | Nondyebo Dzingwa              | Top 6       |
| 2011 | Dominique Mann                |             |
| 2012 | Tamerin Jardine               |             |
| 2013 | Ashanti Mbanga                |             |
| 2014 | Ilze Saunders                 |             |
| 2015 | Carla Viktor                  |             |
| 2016 | Nozipho Magagula              |             |
| 2018 | Margo Fargo                   | Top 12      |
| 2019 | Nazia Wadee                   |             |
| 2020 | Lungo Katete                  | Top 20      |
| 2021 | Nompumelelo Maduna            | Top 20      |